# Herophydrus musicus
Herophydrus musicus är en skalbaggsart som först beskrevs av Johann Christoph Friedrich Klug 1834.  Herophydrus musicus ingår i släktet Herophydrus och familjen dykare. Inga underarter finns listade i Catalogue of Life.

## Bildgalleri

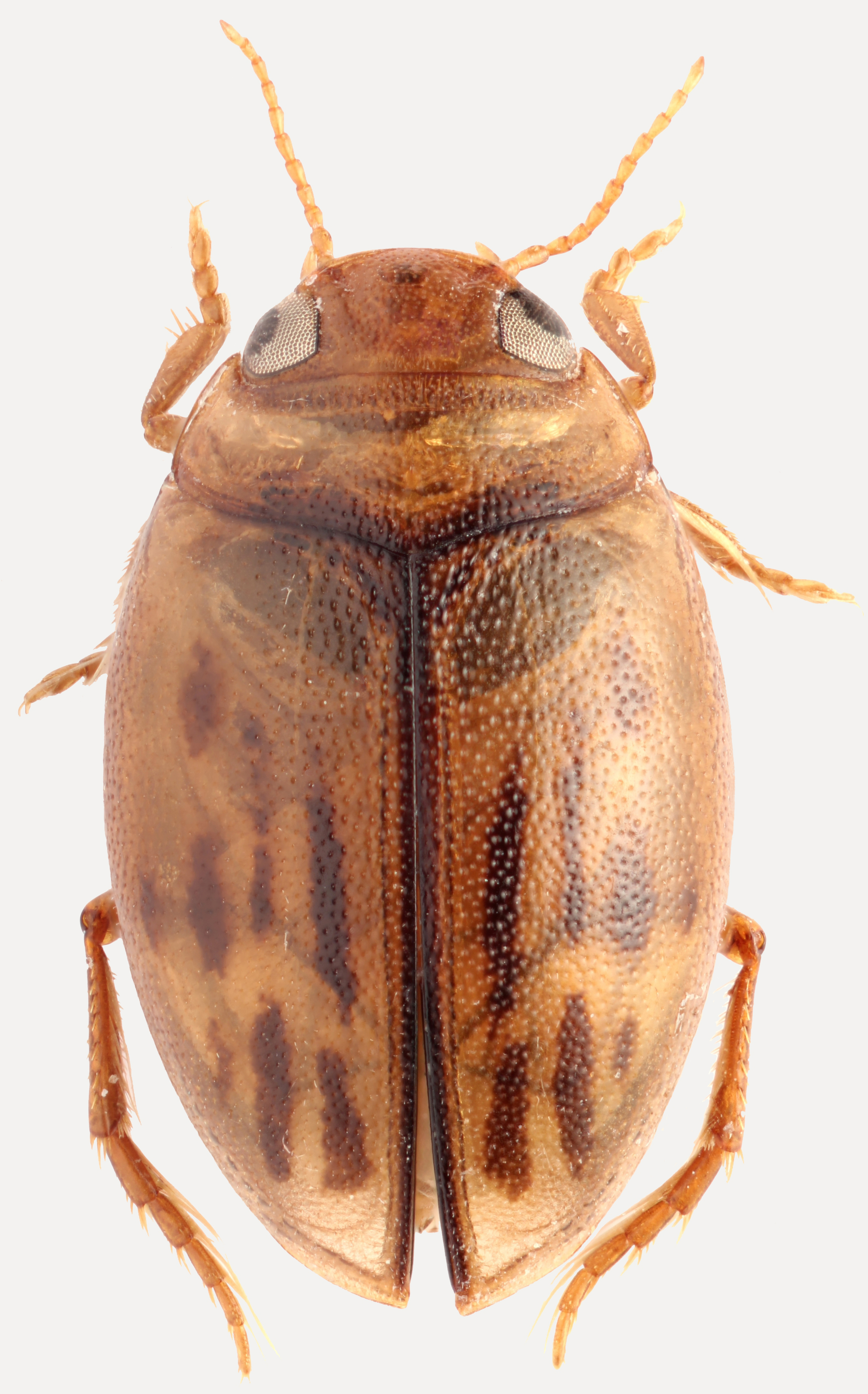